# Euphorbioideae
Euphorbioideae sind eine Unterfamilie innerhalb der Familie der Wolfsmilchgewächse (Euphorbiaceae). Es gibt fast 2500 Arten. Charakteristisch für viele Arten ist die Produktion eines meist weißen Milchsafts, der häufig giftig ist.

## Beschreibung und Ökologie

### Erscheinungsbild
Arten von Euphorbioideae können als Bäume, Sträucher oder krautige Pflanzen vorkommen. Der häufig produzierte Naturkautschuk ist meist weißlich, das Indument (Gesamtheit aller Haare einer Pflanze) ist meist entweder einfach oder gar nicht vorhanden.
Pflanzenarten der Unterfamilie Euphorbioideae wachsen häufig als Sympodium – ein Verzweigungsmodus von Gefäßpflanzen, bei dem das weitere Wachstum der Sprossachse (Stängel) nicht von der Hauptachse, sondern von subterminalen Seitenachsen fortgesetzt wird (insbesondere bei Mabea und Senenefelderopsis). Neben Euphorbioideae weisen auch Pflanzen der Unterfamilie Crotonoideae diese Eigenschaft auf. Kletterpflanzen kommen selten vor (in der Tribus Stomatocalyceae).
Crotonoideae und Euphorbioideae machen den größten Teil der sukkulenten Pflanzen innerhalb der Wolfsmilchgewächse aus. Laut P. J. Rudall (1987) scheinen Laticifere (Produzieren von Latex oder Kautschuk) in den Unterfamilien Phyllanthoideae und Oldfieldioideae (Oldfieldioideae wurde als Familie Picrodendraceae abgespaltet) vollständig zu fehlen, sind jedoch in den Unterfamilien Crotonoideae und Euphorbioideae häufig vertreten.

### Blätter
Phyllotaxis (regelhafte Anordnung der Blätter) ist bei den Wolfsmilchgewächsen überwiegend wechselständig oder zweizeilig, bei Euphorbioideae hingegen sind gegenständige oder wirtelige (qurilige) Blätter häufig anzutreffen. Sie können glatt oder gezähnt sein und sind gewöhnlich gefiedert. Blätter sind meist direkt mit der Sprossachse verbunden, Nebenblätter sind entweder klein oder nicht vorhanden. Eine Studie von James Cullen (1978; auf einer Stichprobe basiert) zeigte, dass die meisten Unterfamilien der Wolfsmilchgewächsen eine eingefaltete oder gefalzt Blattform haben, Euphorbioideae jedoch hauptsächlich übergerollt seien.

### Blütenstände und Blüten
Überwiegend ist die Blüte unscheinbar bis grün mit Pleiochasium als Blütenstand. Blüten sind meist monozön (einhäusig; Vorhandensein von weiblichen und männlichen Blüten auf einer Pflanze); Blütenhüllblätter bei den Crotonoideae und insbesondere den Euphorbioideae haben häufig Drüsen, die genetisch homolog (ursprungsgleich) zu den Blattdrüsen sind, obwohl sie morphologisch divergieren (makroskopisch Unterschiede aufweisen).
Bei der Tribus Euphorbieae treten häufig Pseudanthien (Scheinblüten, die aus mehreren kleinen, stark reduzierten Blüten gebildet sind) auf, das einer zweigeschlechtigen Blüte sehr ähnlich ist und traditionell als Blütenstand mit einer einzelnen endständigen weiblichen Blüte, die von Gruppen stark reduzierter männlicher Blüten umgeben ist, interpretiert wird. Im Gegensatz zu anderen Unterfamilien der Wolfsmilchgewächse ist bei zweigeschlechtigen Blüten kein Kronblatt vorhanden (sie sind apetal). Der Blütenstand kommt endständig oder axillar vor, ist stachel-, trauben- oder rispenförmig oder kann als Cyathium bestehen. Das Tragblatt ist oft biglandular (zwei Drüsen).
„Männliche Kelchblätter“ sind in der Knospendeckung imbricat (ein Teil der Blätter überdeckt beide Nachbarn, ein Teil nur einen) oder valvat (Ränder benachbarter Blütenblätter oder Kelchblätter berühren sich ohne Überlappung), sind bei der Knospe offen und gewöhnlich klein oder nicht vorhanden. Staubfäden sind einzeln ausgeprägt oder verwachsen.
Bei Euphorbioideae wurde wie bei Phyllanthoideae kein vollständiger Pollenatlas veröffentlicht, es gibt jedoch eine Reihe von Studien zu diesem Thema. Pollen sind colporat (zusammengesetzte Keimöffnungen) und haben eine auffällige Intine, die an den Colpus grenzt. Sie haben zwei oder drei Kerne, der Colpus fällt gewöhnlich gering aus. Die Exine ist meist dachförmig und gestanzt. 2013 wurde das Ergebnis einer Untersuchung der Pollenmorphologie veröffentlicht – neben 20 Arten von Euphorbioideae wurde eine Art der Unterfamilie Crotonoideae untersucht. Man kam zum Schluss, dass Stomatocalyceae aufgrund einzigartiger Merkmale aus der Unterfamilie Euphorbioideae ausgeschlossen werden müsse – Stomatocalyceae würden eher Ähnlichkeiten zur Unterfamilie Acalyphoideae aufweisen.

### Früchte und Samen
Ornithochorie (Samenausbreitung durch Vögel) scheint auf die Tropen beschränkt zu sein, insbesondere in Afrika und Asien (Grady Linder Webster, 1994). Die Frucht erscheint meist als Kapselfrucht in Form einer Steinfrucht. Die Samenschale ist trocken oder fleischig, Exotegmen sind palisadenförmig. Endosperm ist reichlich vorhanden.

## Inhaltsstoffe
Der Milchsaft mehrerer Arten (unter anderem der Gattungen Wolfsmilch, Hippomane oder Ophthalmoblapton) ist giftig. Excoecaria agallocha beispielsweise wird deshalb als „Erblindungs-Mangrove“ bezeichnet. Cyanogene Glycoside, die Cyanwasserstoff (Blausäure) freisetzen, kommen in einigen Arten von Euphorbioideae vor; beinhalten Pflanzen Triterpene. Der Milchsaft mag synapomorph sein, jedoch wurde seine Verteilung außerhalb von Wolfsmilch nur systematisch untersucht.

## Vorkommen
Viele Pflanzenarten von Euphorbioideae kommen in Trockenwäldern und kakteenreichen Gebieten vor, bilden einen Milchsaft und sind monozön. Blüten sind meist aktinomorph. Die genetische Vielfalt von Euphorbioideae ist in Asien am größten (Grady Linder Webster, 1994).

## Verwendung
Als Kulturpflanze genutzt wird etwa der Chinesische Talgbaum zur Herstellung von Kerzen und Seife. Bekannte Zierpflanzen sind der Christusdorn (Euphorbia milii) und der Weihnachtsstern (Euphorbia pulcherrima). Die Gattung Spirostachys wird zur Holzgewinnung genutzt, besonders die Art Spirostachys africana.

## Systematik

### Äußere Systematik
Die Unterfamilie Euphorbioideae gehört zur Familie der Wolfsmilchgewächse (Euphorbiaceae), die insgesamt aus 299 Gattungen, 47 Triben und etwa 8000 Arten besteht. Arten der Wolfsmilchgewächse gehören mit Ausnahme der Polargebieten zu den Kosmopoliten, häufiger sind sie jedoch in subtropischen und tropischen Regionen als in kühlgemäßigten Regionen anzutreffen. Weitere Unterfamilien der Wolfsmilchgewächse sind Acalyphoideae, Crotonoideae und Cheilosoideae. Arten der Unterfamilie Euphorbioideae (ca. 2499 Arten) machen damit ungefähr 31 Prozent zu den Wolfsmilchgewächsen gezählten Arten aus.
Euphorbioideae-Arten unterscheiden sich aus einer Kombination aus „Naturkautschuk-Produktion“, relativ homogenen dreifarbigen Pollen und stark reduzierte männliche Blüten von anderen Unterfamilien der Familie der Wolfsmilchgewächse.

### Innere Systematik
Euphorbioideae werden als Klade (monophyletische Gruppe; systematische Einheit, die den letzten gemeinsamen Vorfahren und alle seine Nachfahren enthält) beschrieben. Sie beinhalten die Triben Euphorbieae, Hippomaneae, Hureae, Pachystromateae und Stomatocalyceae, die aus sieben Subtriben, 46 Gattungen und ungefähr 2499 Arten bestehen. Die artenreichste Tribus ist Euphorbieae mit ungefähr 2160 Arten (fünf Gattungen); gefolgt von Hippomaneae mit 300 (33 Gattungen).
„Molekularanalysen“ (Kenneth J. Wurdack et al. 2005; T. Tokuoka 2007) bestätigen die den Einschluss der Stomatocalyceae als Tribus, die von Grady Linder Webster (1975) vorgeschlagen und von A. Radcliffe-Smith (2001) akzeptiert wurde.
Folgend die innere Systematik (Auflistung der Gattungen und Arten) der Unterfamilie Euphorbioideae (Beilschm.):
- Tribus Euphorbieae: Sie enthält drei Subtribus mit etwa fünf Gattungen:
  - Subtribus Anthosteminae G.L.Webster: Sie enthält nur zwei Gattungen:
    - Gattung Anthostema A.Juss.: Die etwa vier Arten kommen in Afrika und Madagaskar vor.[7]
    - Gattung Dichostemma Pierre: Die nur zwei Arten sind im tropischen Afrika verbreitet.[7]

  - Subtribus Euphorbiinae: Sie enthält nur eine Gattung:[8]
    - Gattung Wolfsmilch (Euphorbia) L.[9] Die etwa 2160 Arten sind weltweit in den gemäßigten bis tropischen Gebieten verbreitet.[7]

  - Subtribus Neoguillauminiinae: Sie enthält nur zwei Gattungen:
    - Gattung Calycopeplus Planch.: Die fünf Arten sind in Australien verbreitet.[7]
    - Gattung Neoguillauminia Croizat: Sie enthält nur eine Art:[7]
      - Neoguillauminia cleopatra (Baill.) Croizat: Sie kommt nur in Neukaledonien vor.[7]
- Tribus Hippomaneae A.Juss. ex Bartl.: Sie enthält zwei Subtribus mit etwa 33 Gattungen mit etwa 300 Arten. Sie ist pantropisch verbreitet und nur wenige Arten gedeihen außerhalb der Tropen:[10]
  - Subtribus Carumbiinae Müll.Arg.: Sie enthält nur eine Gattung:
    - Gattung Homalanthus A.Juss.: Die etwa 23 Arten sind im tropischen Asien und im Pazifik verbreitet.[7]

  - Subtribus Hippomaninae: Sie enthält etwa 32 Gattungen:
    - Gattung Actinostemon Mart. ex Klotzsch: Die 15[10] bis 19[7] Arten sind in Südamerika verbreitet, mit dem Schwerpunkt der Artenvielfalt in Brasilien, die meisten davon kommen nur im östlichen Brasilien vor.[10]
    - Gattung Adenopeltis Bertero ex A.Juss.: Sie enthält nur eine Art:[7]
      - Adenopeltis serrata (W.T.Aiton) I.M.Johnst.: Sie kommt nur in Chile vor.[7]

    - Gattung Anomostachys (Baill.) Hurus.: Sie enthält nur eine Art:[7]
      - Anomostachys lastellei (Müll.Arg.) Kruijt: Sie kommt in Madagaskar vor.[7]

    - Gattung Balakata Esser: Die nur zwei Arten kommen in Südchina und im tropischen Asien vor.[7]
    - Gattung Bonania A.Rich.: Die etwa sieben Arten kommen nur in der Karibik vor.
    - Gattung Colliguaja Molina: Die etwa fünf Arten sind in Südamerika verbreitet.[7]
    - Gattung Conosapium Müll.Arg.: Sie enthält nur eine Art:[7]
      - Conosapium madagascariense Müll.Arg.: Sie kommt nur im nordwestlichen Madagaskar vor.

    - Gattung Dalembertia Baill.: Die vier Arten kommen von Mexiko bis Guatemala vor.[7]
    - Gattung Dendrocousinsia Millsp.: Die nur drei Arten kommen nur in Jamaika vor.[7]
    - Gattung Dendrothrix Esser: Von den nur drei Arten kommen zwei nur im Bergland-von-Guayana-Schild und die andere nur in Venezuela sowie im brasilianischen Bundesstaat Amazonas vor.[7][10]
    - Gattung Ditrysinia Raf.: Sie enthält nur eine Art:[7]
      - Ditrysinia fruticosa (W.Bartram) Govaerts & Frodin: Sie kommt in den südlichen USA vor.

    - Gattung Excoecaria L.: Die 35 bis 38 Arten sind in der Paläotropis verbreitet.[10]
    - Gattung Falconeria Royle: Sie enthält nur eine Art:[7]
      - Falconeria insignis Royle: Sie kommt in Süd- und Südostasien vor.[7]

    - Gattung Grimmeodendron Urb.: Die nur zwei Arten kommen in der Karibik vor.
    - Gattung Gymnanthes Sw.: Der Umfang dieser Gattung wird kontrovers diskutiert.[10] (Vielleicht sind Synonyme: Ateramnus P.Browne, Gussonia Spreng., Sarothrostachys Klotzsch, Gymnanthus Endl., Duvigneaudia J.Léonard): Bei manchen Autoren ist der Umfang etwa 25[7] und bei anderen Autoren sind es etwa 45 Arten, die in der Neotropis und in Afrika verbreitet sind.[10]
    - Gattung Hippomane L.: Die nur drei Arten sind von der südlichen USA und Mexiko bis ins tropische Südamerika verbreitet;[7] darunter:
      - Manchinelbaum (Hippomane mancinella L.)

    - Gattung Mabea Aubl.: Die 39[7] bis 50[10] Arten sind in der Neotropis von Mexiko bis Südamerika verbreitet; 24 dieser Arten kommen in Brasilien vor.[10]
    - Gattung Maprounea Aubl.: Die sechs Arten sind in der Neotropis und im tropischen Afrika verbreitet.[7]
    - Gattung Microstachys A.Juss.: Die etwa 15 Arten in den Subtropen bis Tropen verbreitet;[7] der Schwerpunkt der Artenvielfalt mit etwa elf Arten liegt in Brasilien.[10]
    - Gattung Neoshirakia Esser: Sie enthält nur eine Art:[7]
      - Neoshirakia japonica (Siebold & Zucc.) Esser: Sie kommt in China, Korea und Japan vor.[7]

    - Gattung Pleradenophora Esser:[10] Die etwa sechs Arten kommen von Mexiko bis Zentralamerika vor.[7]
    - Gattung Pseudosenefeldera Esser: Sie wurde 2001 gültig veröffentlicht und enthält nur eine Art, die davor in Senefeldera enthalten war:[10][7]
      - Pseudosenefeldera inclinata (Müll.Arg.) Esser: Diese Neukombination wurde 2001 gültig veröffentlicht.[10] Sie kommt von Panama bis ins tropische Südamerika vor.[7]

    - Gattung Rhodothyrsus Esser: Die nur zwei Arten sind in der Neotropis verbreitet.
    - Gattung Sapium Jacq.: Die 21[10] bis 23 Arten sind in der Neotropis verbreitet.
    - Gattung Sclerocroton Hochst.: Die etwa sechs Arten kommen in Afrika und Madagaskar vor.[7]
    - Gattung Sebastiania Spreng.: Die seit 2012 nur noch etwa 20[10] oder bei anderen Autoren bis zu etwa 70 Arten sind in der Neotropis verbreitet.
    - Gattung Senefeldera Mart.: Die nur drei Arten kommen von Kolumbien bis Brasilien vor.[7]
    - Gattung Senefelderopsis Steyerm.: Die nur zwei Arten sind in der Neotropis verbreitet.
    - Gattung Shirakiopsis Esser: Die sechs Arten sind in der Paläotropis verbreitet.
    - Gattung Spegazziniophytum Esser: Sie enthält nur eine Art:[7]
      - Spagazziniophytum patagonicum (Speg.) Esser: Sie kommt im südlichen Argentinien vor.[7]

    - Gattung Spirostachys Sond.: Die nur zwei Arten sind im tropischen und südlichen Afrika verbreitet.[7]
    - Gattung Stillingia Garden ex L.: Von den 28 bis 30 Arten kommen die meisten Arten in der Neuen Welt verbreitet mift einem Schwerpung von den USA bis Mexiko;[10] nur wenige Arten kommen in Madagaskar, auf den Maskarenen, in Malesien und auf Fidschi.[7] Über diese Gattung wird (Stand 2012) diskutiert, dass sie in diesem Umfang vielleicht nicht monophyletisch ist.[10]
    - Gattung Triadica Lour.: Die nur drei Arten sind im tropischen und subtropischen Asien verbreitet.[7]
- Tribus Hureae: Sie enthält drei Gattungen:
  - Gattung Algernonia Baill. (Syn.: Tetraplandra Baill., Dendrobryon Klotzsch ex Pax): Die etwa zwölf Arten sind von Peru bis Brasilien verbreitet.[7]
  - Gattung Hura L.: Die nur zwei Arten sind in der Neotropis verbreitet. Sie sind Austrocknungsstreuer, die Früchte explodieren mit lautem Knall, Einzelkarpelle werden bis 40 Meter weit geschleudert
  - Gattung Ophthalmoblapton Allemão: Die vier Arten sind in Brasilien verbreitet.[7]
- Tribus Pachystromateae Reveal: Sie enthält nur eine Gattung:
  - Gattung Pachystroma Müll.Arg.: Sie enthält nur eine Art:[7]
    - Pachystroma longifolium (Nees) I.M.Johnst.: Sie kommt von Brasilien bis Bolivien vor.[7]
- Tribus Stomatocalyceae G.L.Webster: Sie enthält zwei Subtribus mit vier Gattungen:
  - Subtribus Hamilcoinae: Sie enthält zwei Gattungen:
    - Gattung Hamilcoa Prain: Sie enthält nur eine Art:[7]
      - Hamilcoa zenkeri (Pax) Prain: Sie kommt von Nigeria bis Kamerun vor.[7]

    - Gattung Nealchornea Huber: Von den nur zwei Arten kommen beide im Amazonas-Gebiet vor und eine Art kommt auch vom östlichen Kolumbien bis Peru vor.[7]

  - Subtribus Stomatocalycinae Müll.Arg.: Sie enthält zwei Gattungen:
    - Gattung Pimelodendron Hassk.: Die etwa vier Arten kommen im tropischen Asien sowie im nördlichen Australien vor.[7]
    - Gattung Plagiostyles Pierre: Sie enthält nur eine Art:[7]
      - Plagiostyles africana (Müll.Arg.) Prain: Sie ist von Nigeria bis ins tropisch westlich-zentrale Afrika verbreitet.[7]